# Bibliothek des Museo di Storia Naturale
Die Bibliothek des Museo di Storia Naturale, des Museums für Naturgeschichte, ist eine der wissenschaftlichen Bibliotheken in Venedig. Sie entstand mit dem Museum für Naturgeschichte (Museo di Storia Naturale) im Jahr 1923 und basierte auf Sammlungsbeständen venezianischer Naturforscher wie Giandomenico Nardo (1802–1877), Nicolò Contarini (1780–1849), Giovanni Miani (1810–1872) und Antonio Dondi dell’Orologio (1751–1801). Sie befindet sich in unmittelbarer Nachbarschaft des Fontego dei Turchi am Canal Grande. Diese Bestände wurden durch Ankauf, Schenkungen und Tausch mit anderen wissenschaftlichen Institutionen erweitert.

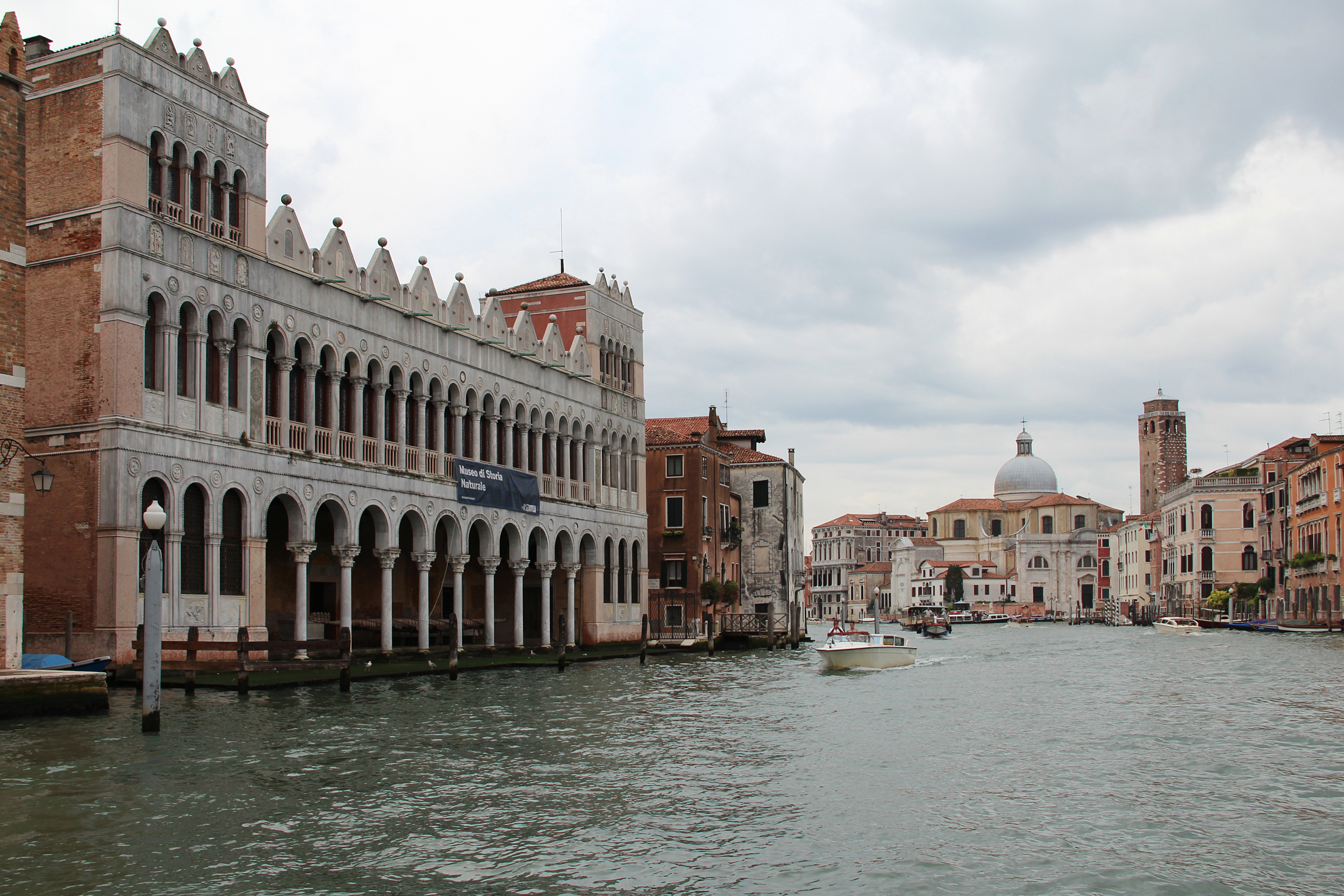
Der frühere Fontego dei Turchi am Canal Grande birgt seit 1923 das Naturkundliche Museum

Neben seiner wissenschaftlich-dokumentarischen Tätigkeit – etwa über die Lagune von Venedig – übt das Haus auch didaktische Funktionen für die Schulen des historischen Zentrums der Stadt aus. Dazu gehört etwa ein Laboratorium.
Die Sammlung umfasst heute 40.000 Bände, davon stammen 55 aus dem 16. Jahrhundert, 100 aus dem 17., 750 aus dem 18. und 600 aus dem 19. Jahrhundert. An laufenden Periodika hält die Bibliothek 620. Hinzu kommen 120 laufende Periodika, dazu 2.100 nicht mehr abonnierte oder erloschene.
Die ältesten handschriftlichen Bestände sind der Fondo Contarini von Conte Nicolò Contarini, der aus rund 13.000 Handschriften besteht, der Fondo Nardo von Conte Gian Domenico Nardo (1802–1877), der noch nicht katalogisiert ist und der aus 15.000 Manuskripten besteht, dann der Fondo Dondi Dell’Orologio des Marchese Antonio Carlo Dondi Dell’Orologio aus rund 2.000 bestehend, der ebenfalls noch nicht katalogisiert ist, schließlich der Fondo Miani, der auf Giovanni Miani zurückgeht und ein Fondo non catalogato von 101 Faszikeln.
Das Haus veröffentlicht seit 1927 den Bollettino del Museo civico di Storia Naturale di Venezia, für den bis 1999 ein Index vorliegt. Es ist der Nuova Biblioteca Manoscritta angeschlossen, die Manuskripte Venetiens via Internet verfügbar macht.